# 65e cérémonie des Writers Guild of America Awards
La 65e cérémonie des Writers Guild of America Awards (WGA Awards), organisée par la Writers Guild of America, a eu lieu le 17 février 2013 et a récompensé les meilleurs scénaristes de cinéma et de télévision pour des films sortis en 2012.
Les nominations ont été annoncées le 4 janvier 2013.

## Palmarès

### Cinéma

#### Scénario original
- Zero Dark Thirty — Mark Boal
  - Flight — John Gatins
  - Looper — Rian Johnson
  - The Master — Paul Thomas Anderson
  - Moonrise Kingdom — Wes Anderson et Roman Coppola
  - Zero Dark Thirty — Mark Boal

#### Scénario adapté
- Argo — Chris Terrio, d'après The Master of Disguise d'Antonio J. Mendez et l'article “The Great Escape” de Joshuah Bearman (Wired Magazine)
  - L'Odyssée de Pi (Life of Pi) — David Magee, d'après le roman L'Histoire de Pi de Yann Martel
  - Lincoln — Tony Kushner, d'après le livre Team of Rivals: The Political Genius of Abraham Lincoln de Doris Kearns Goodwin
  - Le Monde de Charlie (The Perks of Being a Wallflower) — Stephen Chbosky, d'après son propre roman Pas raccord
  - Happiness Therapy (Silver Linings Playbook) —  David O. Russell, d'après le roman The Silver Linings Playbook de Matthew Quick

#### Film documentaire
- Sugar Man (Searching for Sugar Man) — Malik Bendjelloul
  - The Central Park Five — Sarah Burns, David McMahon et Ken Burns
  - The Invisible War — Kirby Dick
  - Mea Maxima Culpa : Silence in the House of God — Alex Gibney
  - We Are Legion — Brian Knappenberger
  - West of Memphis — Amy J. Berg et Billy McMillin

### Télévision

#### Série télévisée dramatique
- Breaking Bad — Sam Catlin, Vince Gilligan, Peter Gould, Gennifer Hutchison, George Mastras, Thomas Schnauz, Moira Walley-Beckett
  - Boardwalk Empire — Dave Flebotte, Diane Frolov, Chris Haddock, Rolin Jones, Howard Korder, Steve Kornacki, Andrew Schneider, David Stenn, Terence Winter
  - Le Trône de fer (Game of Thrones) — David Benioff, Bryan Cogman, George R. R. Martin, Vanessa Taylor, D.B. Weiss
  - Homeland — Henry Bromell, Alexander Cary, Alex Gansa, Howard Gordon, Chip Johannessen, Meredith Stiehm
  - Mad Men — Lisa Albert, Semi Chellas, Jonathan Igla, André Jacquemetton (en), Maria Jacquemetton (en), Brett Johnson, Janet Leahy, Victor Levin, Erin Levy, Frank Pierson, Michael Saltzman, Matthew Weiner

#### Série télévisée comique
- Louie — Pamela Adlon, Vernon Chatman et Louis C.K.
  - 30 Rock — Jack Burditt, Kay Cannon, Robert Carlock, Tom Ceraulo, Vali Chandrasekaran, Luke Del Tredici, Tina Fey, Lauren Gurganous, Matt Hubbard, Colleen McGuinness, Sam Means, Dylan Morgan, Nina Pedrad, John Riggi, Josh Siegel, Ron Weiner et Tracey Wigfield
  - Girls — Judd Apatow, Lesley Arfin, Lena Dunham, Sarah Heyward, Bruce Eric Kaplan, Jenni Konner, Deborah Schoeneman et Dan Sterling
  - Modern Family — Cindy Chupack, Paul Corrigan, Abraham Higginbotham, Ben Karlin, Elaine Ko, Steven Levitan, Christopher Lloyd, Dan O’Shannon, Jeffrey Richman, Audra Sielaff, Brad Walsh, Bill Wrubel et Danny Zuker
  - Parks and Recreation — Megan Amram, Greg Daniels, Nate Dimeo, Katie Dippold, Daniel J. Goor, Norm Hiscock, Dave King, Greg Levine, Joe Mande, Aisha Muharrar, Nick Offerman, Chelsea Peretti, Amy Poehler, Alexandra Rushfield, Mike Scully, Michael Schur, Harris Wittels et Alan Yang

#### Nouvelle série télévisée
- Girls — Judd Apatow, Lesley Arfin, Lena Dunham, Sarah Heyward, Bruce Eric Kaplan, Jenni Konner, Deborah Schoeneman et Dan Sterling
  - The Mindy Project — Ike Barinholtz, Jeremy Bronson, Linwood Boomer, Adam Countee, Harper Dill, Mindy Kaling, Chris McKenna, B.J. Novak, David Stassen et Matt Warburton
  - Nashville — Wendy Calhoun, Jason George, David Gould, David Marshall Grant, Dana Greenblatt, Dee Johnson, Todd Ellis Kessler, Callie Khouri, Meredith Lavender, Nancy Miller, James Parriott, Liz Tigelaar et Marcie Ulin
  - The Newsroom — Brendan Fehily, David Handelman, Cinque Henderson, Paul Redford, Ian Reichbach, Amy Rice, Aaron Sorkin et Gideon Yago
  - Veep — Jesse Armstrong, Simon Blackwell, Roger Drew, Sean Gray, Armando Iannucci, Ian Martin, Tony Roche et Will Smith

#### Épisode dramatique
- The Other Woman' – Mad Men — Semi Chellas et Matthew Weiner
  - Buyout – Breaking Bad — Gennifer Hutchison
  - Dead Freight – Breaking Bad — George Mastras
  - Fifty-One – Breaking Bad — Sam Catlin
  - Say My Name – Breaking Bad — Thomas Schnauz
  - New Car Smell – Homeland — Meredith Stiehm

#### Épisode comique
- Virgin Territory – Modern Family — Elaine Ko
  - The Debate – Parks and Recreation — Amy Poehler
  - Episode 9 – Episodes — David Crane et Jeffrey Klarik
  - Leap Day – 30 Rock — Luke Del Tredici
  - Little Bo Bleep – Modern Family — Cindy Chupack
  - Mistery Date – Modern Family — Jeffrey Richman

#### Mini-série ou téléfilm (original)
- Hatfields and McCoys – Nights Two and Three — Ted Mann et Ronald Parker (Teleplay) ; Bill Kerby et Ted Mann (Histoire)
  - Hemingway & Gellhorn — Jerry Stahl et Barbara Turner (en)
  - Political Animals – Pilot — Greg Berlanti

#### Mini-série ou téléfilm (adapté)
- Game Change — Danny Strong, d'après le livre Game Change de Mark Halperin et John Heilemann
  - Coma – Nights 1 and 2 — John J. McLaughlin, d'après le roman Coma de Robin Cook

#### Animation
- Ned 'N Edna’s Blend Agenda – Les Simpson (The Simpsons) — Jeff Westbrook
  - A Farewell to Arms – Futurama — Josh Weinstein
  - Forget-Me-Not – Les Griffin — David A. Goodman
  - Holidays of Future Passed – Les Simpson (The Simpsons) — J. Stewart Burns
  - Treehouse of Horror XXIII – Les Simpson (The Simpsons) — David Mandel et Brian Kelley

#### Série de variété
- Portlandia — Fred Armisen, Carrie Brownstein, Karey Dornetto, Jonathan Krisel et Bill Oakley
  - The Colbert Report — Michael Brumm, Stephen Colbert, Rich Dahm, Paul Dinello, Eric Drysdale, Rob Dubbin, Glenn Eichler, Dan Guterman, Peter Gwinn, Barry Julien, Jay Katsir, Frank Lesser, Opus Moreschi, Tom Purcell, Meredith Scardino, Scott Sherman et Max Werner
  - Conan — Jose Arroyo, Andres du Bouchet, Deon Cole, Josh Comers, Dan Cronin, Michael Gordon, Brian Kiley, Laurie Kilmartin, Rob Kutner, Todd Levin, Brian McCann, Conan O'Brien, Matt O'Brien, Jesse Popp, Andy Richter, Brian Stack et Mike Sweeney
  - The Daily Show with Jon Stewart — Rory Albanese, Kevin Bleyer, Richard Blomquist, Steve Bodow, Tim Carvell, Hallie Haglund, J.R. Havlan, Elliott Kalan, Dan McCoy, Jo Miller, John Oliver, Zhubin Parang, Daniel Radosh, Jason Ross, Lauren Sarver et Jon Stewart
  - Jimmy Kimmel Live — Tony Barbieri, Jonathan Bines, Joelle Boucai, Sal Iacono, Eric Immerman, Gary Greenberg, Josh Halloway, Bess Kalb, Jimmy Kimmel, Jeff Loveness, Molly McNearney, Bryan Paulk, Danny Ricker et Rick Rosner
  - Key & Peele — Jay Martel, Ian Roberts, Keegan-Michael Key, Jordan Peele, Sean Conroy, Colton Dunn, Charlie Sanders, Alex Rubens et Rebecca Drysdale
  - Real Time with Bill Maher — Scott Carter, Adam Felber, Matt Gunn, Brian Jacobsmeyer, Jay Jaroch, Chris Kelly, Mike Larsen, Bill Maher et Billy Martin
  - Saturday Night Live — Seth Meyers (Head Writer) avec James Anderson, Alex Baze, Neil Casey, Jessica Conrad, James Downey, Shelly Gossman, Steve Higgins, Colin Jost, Zach Kanin, Chris Kelly, Joe Kelly, Erik Kenward, Rob Klein, Lorne Michaels, John Mulaney, Christine Nangle, Mike O’Brien, Josh Patten, Paula Pell, Marika Sawyer, Sarah Schneider, Pete Schultz, John Solomon, Kent Sublette et Bryan Tucker, ainsi que Emily Spivey, Jorma Taccone et Frank Sebastiano

#### Special
- 66e cérémonie des Tony Awards (66th Annual Tony Awards) — Dave Boone et Paul Greenberg ; David Javerbaum et Adam Schlesinger (chansons d'ouverture et de fermeture)
  - 27e cérémonie des Independent Spirit Awards (2012 Film Independent Spirit Awards) — Billy Kimball et Wayne Federman
  - After the Academy Awards — Gary Greenberg et Molly McNearney (Head Writers) avec Tony Barbieri, Jonathan Bines, Sal Iacono, Eric Immerman, Jimmy Kimmel, Jeffrey Loveness, Bryan Paulk, Danny Ricker et Richard G. Rosner
  - National Memorial Day Concert — Joan Meyerson